# Oncocnemis major
Oncocnemis major là một loài bướm đêm trong họ Noctuidae.